# 里布恰
50°1′7″N 25°51′18″E / 50.01861°N 25.85500°E
里布恰（烏克蘭語：Рибча），是烏克蘭的村落，位於該國西部捷爾諾波爾州，由克列梅涅茨區負責管轄，始建於1894年，面積0.8平方公里，2001年人口97，人口密度每平方公里121.3人。